# میرفضل‌الله
میرفضل‌الله یک روستا در ایران است که در دهستان تیتکانلو واقع شده‌است. میرفضل‌الله ۱۰۹ نفر جمعیت دارد.